# Шанаев, Казбек Исламович
Казбек Исламович Шанаев (21 мая 1912 года, село Брут, Владикавказский округ, Терская область, Российская империя — 1 сентября 1988 года) — звеньевой колхоза «Заря» Правобережного района Северо-Осетинской АССР, Герой Социалистического Труда (1966).

## Биография
Родился 21 мая 1912 года в селе Брут Терской области. После школы работал скотником в местном колхозе. С началом Великой Отечественной войны был призван на фронт. Получив серьёзное ранение, лечился в Ташкенте. В 1947 году возвратился в родное село, где стал работать кукурузоводом в бригаде Хаджимурзы Шанаева. Этот коллектив одним из первых в Северной Осетии показал значительные результаты урожая кукурузы. Позднее был назначен звеньевым.
За высокие показатели по выращиванию кукурузы указом Президиума Верховного Совета СССР от 23 июня 1966 года удостоен звания Героя Социалистического Труда с вручением ордена Ленина и золотой медали «Серп и Молот».
Несколько раз участвовал в ВДНХ. Награждён двумя золотыми и двумя бронзовыми медалями ВДНХ.
Скончался 1 сентября 1990 года.